# Туонетар
Ту́онетар (фин. Tuonetar) — богиня в карело-финской мифологии. Жена бога Туони, с которым правит Туонелой — загробным миром.

## Упоминания в «Калевале»
В 16-й песне «Калевалы» главный герой этого поэтического эпоса Вяйнямёйнен прибыл в подземный мир, где богиня Туонетар с радостью предложила ему золотой кубок пива. Однако присмотревшись, он увидел, что на самом деле в сосуде — яд, приготовленный из лягушек, ядовитых змей, ящериц и червей: после глотка этого «пива забвения» человек забывает, что когда-либо существовал, и больше не может вернуться в Страну Живых, поскольку только Туонетар, Туони и их детям позволено покинуть Туонелу.